# Stadion Herat
Stadion Herat – stadion piłkarski w Heracie, w Afganistanie. Może pomieścić 20 000 osób. Posiada nawierzchnię trawiastą.